# Виргинские резолюции
Виргинские резолюции (англ. Virginia Resolutions) — резолюции, написанные Джеймсом Мэдисоном в знак протеста против ограничений гражданских свобод, содержащихся в Законах об иностранцах и подстрекательстве к мятежу и принятые Палатой делегатов Виргинии 21 декабря 1798 года 100 голосами против 63 и Сенатом 24 декабря 14 голосами против 3. За месяц до этого похоже резолюции, написанные Томасом Джефферсоном, были приняты в Кентукки и содержали более решительный протест против действий правительства, чем документы Мэдисона. Тем не менее, они подтверждали право штата определять действительность федеральных законов и объявили законы об иностранцах неконституционными. Позднее южные политики ссылались на Кентуккийские и Виргинские резолюции как на источник теорий нуллификации и сецессии штатов, хотя эти интерпретации не соответствовали изначальным целям, которые преследовали Джефферсон и Мэдисон при разработке своих протестов. Действия Генеральной ассамблеи Виргинии подняли боевой дух демократов-республиканцев в Конгрессе, таких как Альберт Галлатин, которые готовились к попытке отменить Законы об иностранцах и подстрекательстве к мятежу. Семь штатов ответили на инициативы Вирджинии и Кентукки с неодобрением. В итоге протест Мэдисона против закона оказался заглушён обсуждениями угрозы единству США, которую представляла поддержка Джефферсоном идеи автономии штатов (позже Мэдисон написал подробную защиту своих резолюций).
Джеймс Мэдисон стремился остановить ошибочное, по его мнению, толкование Конституции США, в создании которой он сыграл большую роль. Мэдисон считал, что федеральное правительство вышло далеко за пределы своих изначальных полномочий. Многие действия тогдашнего президента Джона Адамса (такие как Договор Джея, создание Банка Соединённых штатов и тд.) воспринимались как извращение изначального замысла Конституции и попирание прав штатов. После своей отставки из Конгресса и переезда в Монпелье в марте 1797 года Мэдисон остался в переписке с Джефферсоном и в частном порядке поддерживал его усилия по борьбе с злоупотреблениями администрации. Однако принятие закона об иностранцах и подстрекательстве к мятежу подтолкнуло Мэдисона к более решительным действиям. Джефферсон убеждал его в необходимости сделать публичное заявление по этому вопросу. Резолюции Джефферсона, которые были значительно смягчены в процессе принятия законодательным собранием Кентукки, были слишком резкими для Мэдисона: Джефферсон страстно осудил меры администрации Адамса в недвусмысленных выражениях. Во второй половине ноября 1798 Мэдисон подготовил более краткую и тщательно сформулированную декларацию протеста против актов федерального правительства. Документ нападал на администрацию конкретно по поводу Закона об иностранцах и подстрекательстве к мятежу. Таким образом Мэдисон стремился привлечь больше сторонников к своему делу в каждом штате. 10 декабря эти резолюции были внесены в Генеральную ассамблею Виргинии Джоном Тейлором с более жесткой формулировкой, объявляющей о том, что недавно принятый закон «совершенно недействителен, не имеет юридической силы и последствий» (в ходе дебатов эта часть была исключена, но резолюции были впервые опубликованы и распространены по всем штатам именно в таком виде). Резолюции были приняты Палатой делегатов в том виде 21 декабря 100 голосами против 63. Сенат последовал их примеру 24 декабря, приняв резолюции 14 голосами против 3. Копии документа были отправлены губернаторам всех американских штатов, однако роль Мэдисона в составлении этих резолюций не была известна до 1809 года, так как во время их обсуждения в законодательном собрании его имя как автора не было упомянуто; из-за этого этот протест часто называли Резолюциями Тейлора. Действия Генеральной ассамблеи Вирджинии мотивировали демократов-республиканцев Конгресса продолжить борьбу с законом о иностранцах.